# 클리블랜드 미술관

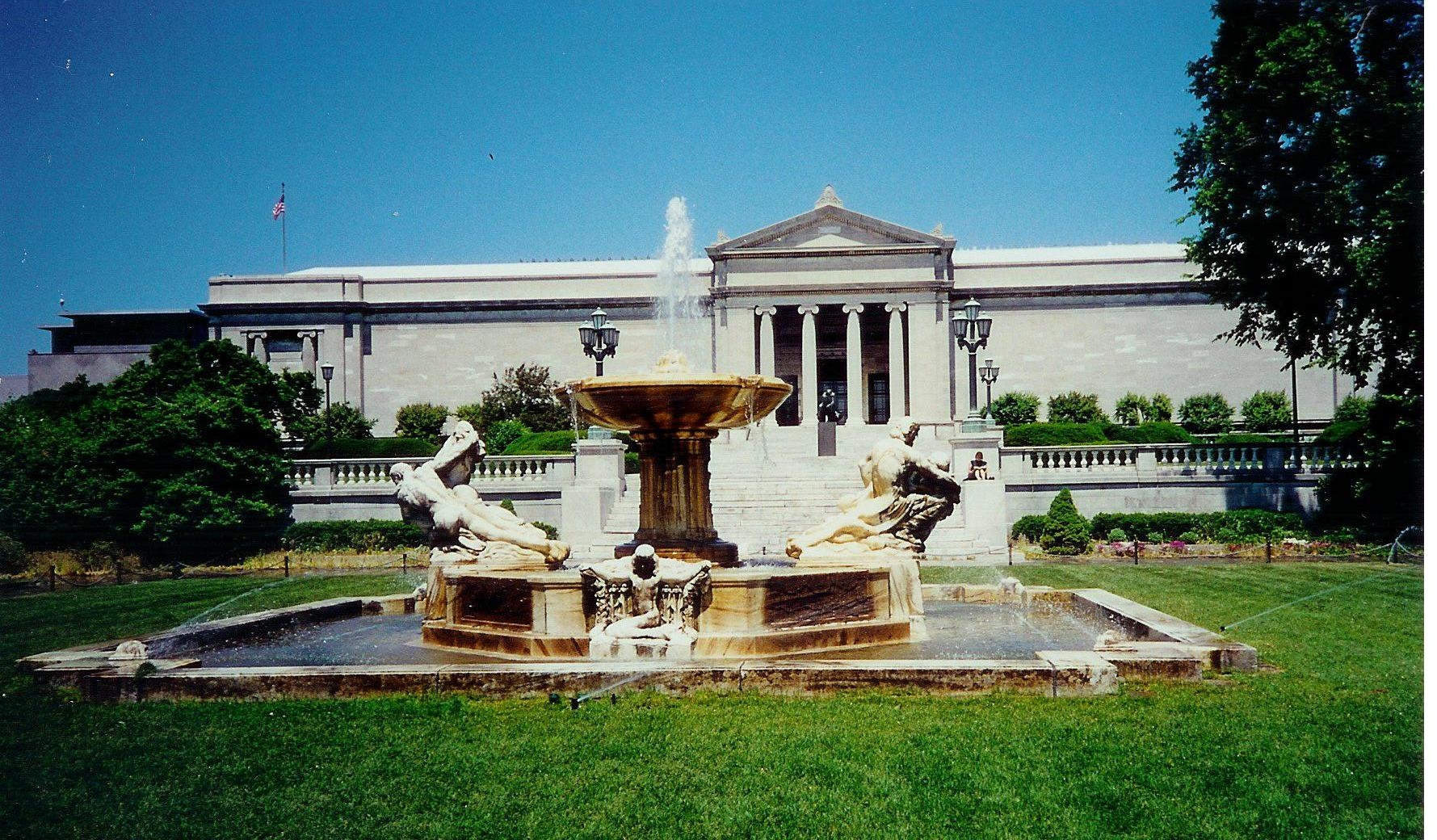
클리블랜드 미술관

클리블랜드 미술관(영어: Cleveland Museum of Art, CMA)은 미국 오하이오주 클리블랜드에 있는 미술관이다. 1913년에 설립된 이 미술관은 4만 점이 넘는 작품을 영구 소장하고 있으며, 전시실 70개를 갖추고 있다. 2013년에 한국관이 설치되었다. 박물관은 매일 오전 10시부터 오후 5시까지 개방한다. 월요일 제외.

## 같이 보기
- 가장 큰 미술관 목록